# 프랑수아 마캉달

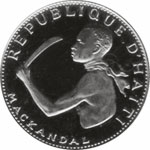

프랑수아 마캉달(프랑스어: François Mackandal, ? ~ 1758년 1월 20일)은 프랑스 식민지 산토도밍고(오늘날의 아이티)의 도망노예 지도자이다.
마캉달은 섬의 약초에서 독을 추출해 이것을 노예들에게 나누어주고, 프랑스인들에게 공급될 음식물에 독을 섞어넣게 하여 탈주했다. 그는 카리스마적인 게릴라 지도자가 되어 탈주노예들과 아직 농장에 있는 노예들 사이의 네트워크를 형성해 산발적 저항을 일으켰다. 마캉달과 도망노예들은 농장을 공격하고 노예들을 해방시키고 농장주들을 살해했다.
1758년 마캉달의 유격활동으로 인해 산토도밍고에서 백인들이 추방될 지경에 처하자 프랑스 당국은 마캉달의 동맹자들을 고문하여 정보를 불게 했고, 마캉달을 붙잡아 나무기둥에 묶고 카프아이티엥 광장에서 산 채로 불태워 죽였다.

## 같이 보기
- 투생 루베르튀르